# Capsule (bouteille)
Pour les articles homonymes, voir Capsule.
Vous pouvez aider à l'améliorer ou bien discuter des problèmes sur sa page de discussion.
- Il ne cite pas suffisamment ses sources. Vous pouvez indiquer les passages à sourcer avec {{référence nécessaire}} ou {{Référence souhaitée}}, et inclure les références utiles en les liant aux notes de bas de page. (Marqué depuis avril 2021)
- Il contient une ou plusieurs listes. Le texte gagnerait à être rédigé sous la forme d’un ou plusieurs paragraphes synthétiques, afin d’être plus agréable à lire. (Marqué depuis avril 2021)

- Archive Wikiwix
- Bing
- Cairn
- DuckDuckGo
- E. Universalis
- Gallica
- Google
- G. Books
- G. News
- G. Scholar
- Persée
- Qwant
- (zh) Baidu
- (ru) Yandex
- (wd) trouver des œuvres sur Wikidata

|                                                      |  |  |
| Capsule-couronne de 21 dents et son joint intérieur. |  |  |

Ouverture d'une bouteille à capsule.

Les capsules ou capsule-couronne sont de petits objets circulaires utilisés pour boucher hermétiquement les bouteilles de verre.

## Invention
Ces capsules ont été inventées en 1892 par William Painter, le fondateur de la société Crown Cork and Seal qui est aujourd’hui le premier fabricant mondial d'emballages métalliques[réf. souhaitée]. Par leur facilité d'utilisation, les capsules ont révolutionné l'industrie de l'embouteillage. À la fin du XIXe, la bouteille en verre était pour l'essentiel consignée et la capsule est l'une des expressions notables de la société de consommation de par son usage unique[réf. souhaitée].
Les capsules sont fabriquées en fer-blanc épais ou en acier inox (dans les caves de champagne), de 0,21 à 0 27mm[réf. nécessaire], et peuvent être décorées à l'extérieur du logo de la marque de la boisson. Un joint déposé à l'intérieur assure l'étanchéité de la bouteille.
Dès l'origine, les capsules ont été conçues pour pouvoir sertir la lèvre du goulot des bouteilles de verre. Jusque dans les années 1930, les capsules comportaient 24 dents. Depuis, elles en ont 21, soit le minimum requis pour l’étanchéité. Elles sont fournies au limonadier, ou au brasseur dans le cas de la production de bière, légèrement embouties. Par la suite, un outil vient replier les ondulations sur le goulot pour lui donner cette forme caractéristique de couronne. Pour les ouvrir, il faut utiliser un décapsuleur.

## Innovations

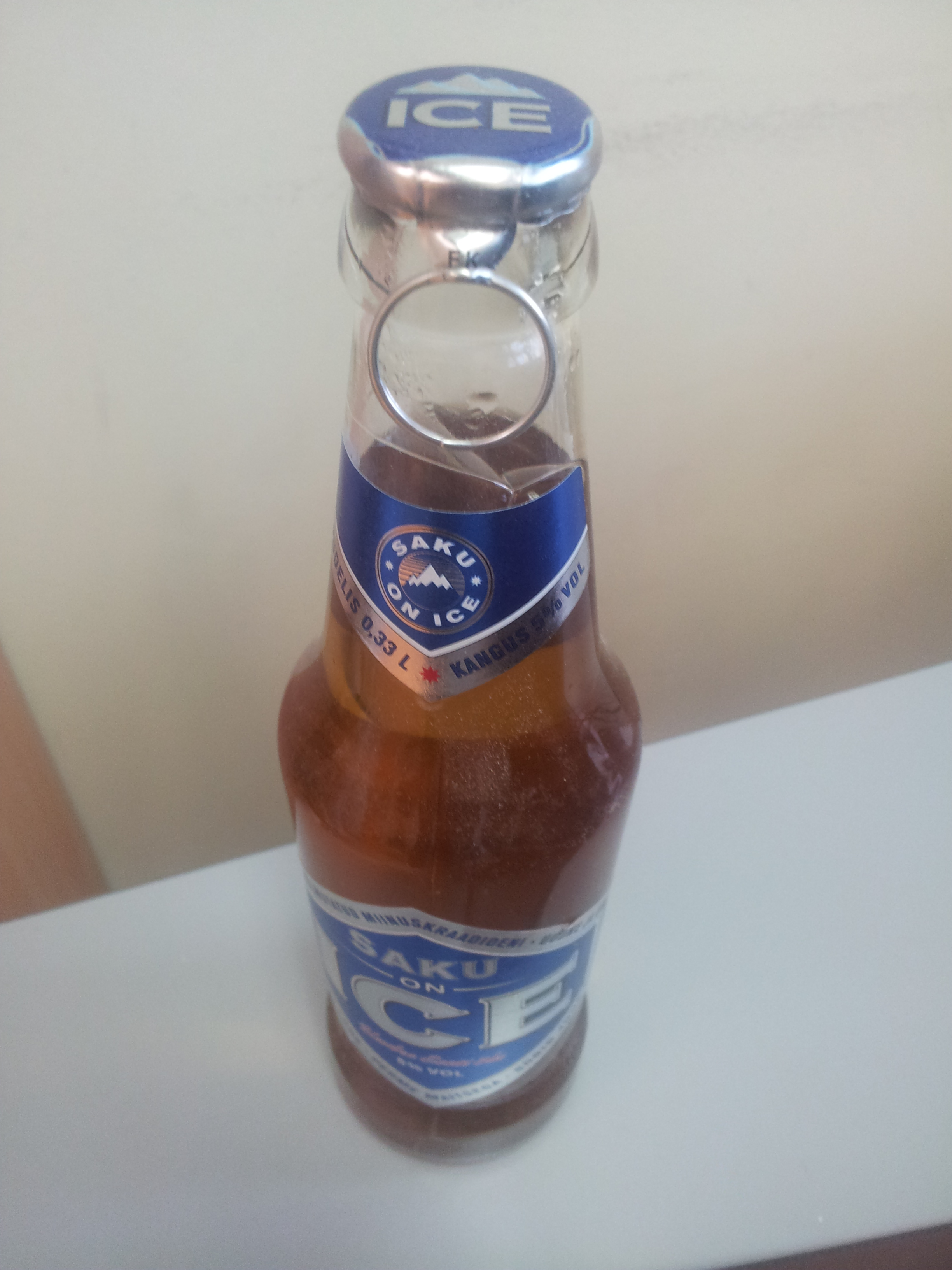
Capsule à dégoupiller.

- La capsule à vis, qui peut être ôtée simplement en la dévissant. Cette capsule vissée permet aussi de refermer la bouteille si elle n'est pas entièrement vidée. Ce type de fermeture est largement répandu mais il existe toujours des fabricants produisant des bouteilles avec capsules classiques.
- La capsule à dégoupiller. Apparue vers 2005, avec les bouteilles en aluminium de Coca-Cola BlāK[2], elle comporte un anneau serti sur son rebord qui permet de déchirer le métal et de dégager la capsule jetable.

## Santé
En 2025, l'ANSES alerte sur le fait que certaines bouteilles en verre encapsulées contiennent plus de microplastiques que leurs homologues en plastique, ce qui peut sembler contrintuitif. La responsabilité en incomberait à la peinture qui recouvre ces capsules et libère des débris lors du processus d'embouteillage. L'agence exhorte les industriels à modifier le processus pour limiter ces libérations de particules de microplastique.

## Collections, jeux et détournements

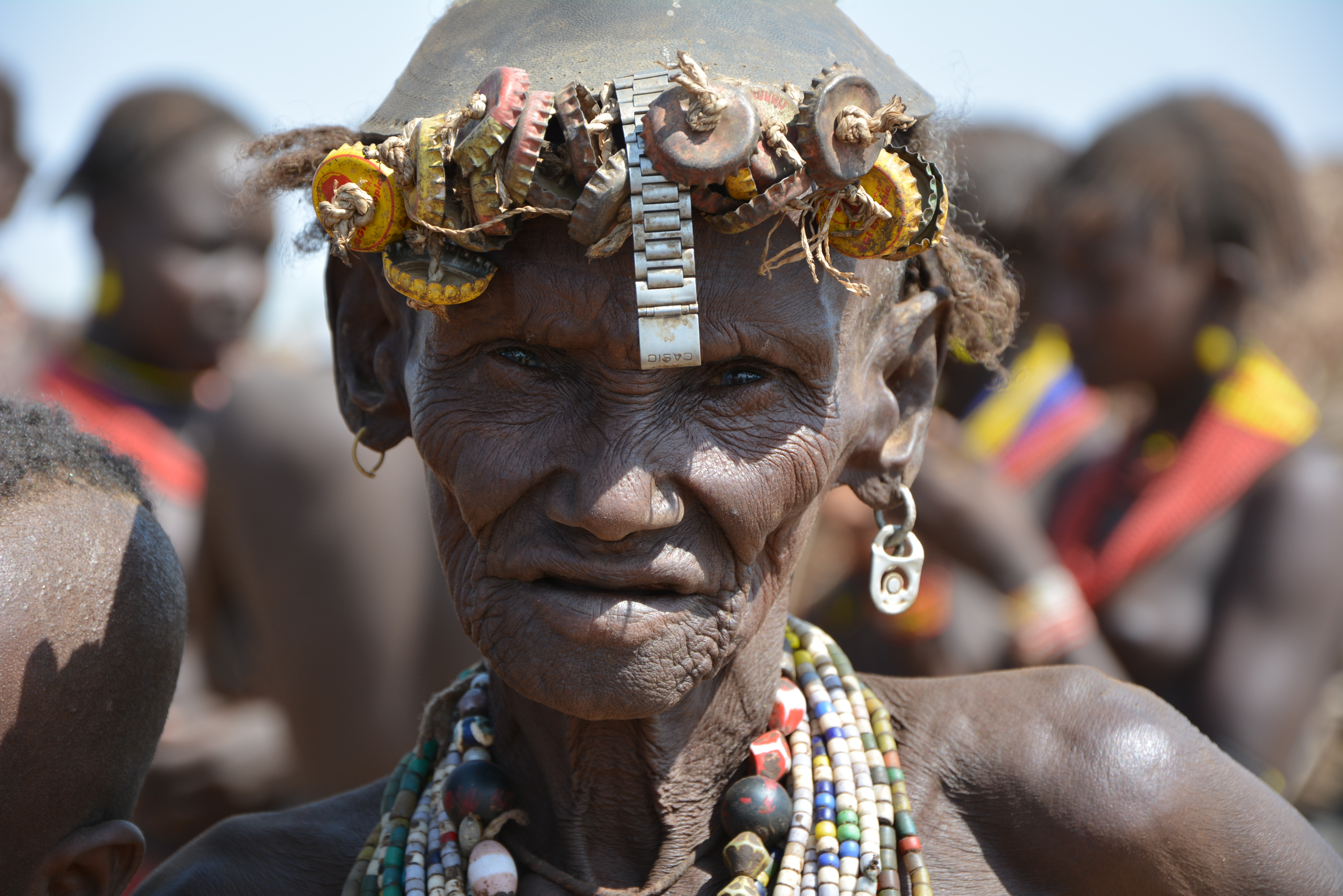
Couronne sertie de capsules chez les Dassanetchs d'Éthiopie.

Les collectionneurs de capsules de bière sont des cervacapsulophiles et leur pratique est la cervacapsulophilie.
Il existe de nombreux sites internet pour ces collectionneurs ainsi que d'innombrables bricolages et jeux de bar utilisant des capsules usagées. Dans les régions chaudes, on voit parfois des carrefours proches des terrasses de café où le bitume est entièrement recouvert de capsules noyées dans le revêtement.
En Espagne, elles donnent lieu à un jeu enfantin, la « chapas », tiré du nom populaire des capsules.

## Sources
1. ↑  Le guide des vins et des vignes de France sur Vin-Vigne.com
2. ↑  Équipe une bouteille de bière aromatisée produite par Kronenbourg
3. ↑  « Les boissons dans des bouteilles en verre contiennent plus de microplastiques que dans d’autres contenants », sur Anses - Agence nationale de sécurité sanitaire de l’alimentation, de l’environnement et du travail, 20 juin 2025 (consulté le 21 juin 2025)

- (en) Cet article est partiellement ou en totalité issu de l’article de Wikipédia en anglais intitulé « Bottle cap » (voir la liste des auteurs).